# John le Romeyn
John le Romeyn (ou John Romanus) (v. 1230 † 11 mars 1296) est un ecclésiastique anglais devenu archevêque d'York. 

## Biographie
Né vers 1230, il est le fils illégitime d'un autre John Romanus (mort en 1255/1256), un ecclésiastique italien installé en Angleterre et trésorier d'York. Sa naissance était probablement vers 1230.  Il a été maître à l'Université d'Oxford et docteur en théologie à l'Université de Paris avant 1276. Il était recteur de Nether Wallop dans le Hampshire, précentor et chancelier de Lincoln et avait la prébende de Warthill dans le Yorkshire. 

### Archevêque d'York
John le Romeyn fut élu archevêque d'York le 29 octobre 1285. Cependant, lorsque Romeyn se rendit à Rome pour recevoir son pallium, la validité canonique de son élection fut mise en doute. Il a démissionné et une nouvelle élection a eu lieu sous la supervision du pape Honorius IV, où Romeyn a été réélu. Il est consacré à Rome le 10 février 1286 par Latino Malabranca Orsini, évêque d'Ostie, neveu du futur pape Nicolas III. Il a été intronisé à la cathédrale d'York le 9 juin 1286. 
Il meurt le 11 mars 1296 à Bishop Burton, Yorkshire, et est enterré à la cathédrale d'York. 